# Bahnhof Ede-Wageningen
Der Bahnhof Ede-Wageningen ist der größte Bahnhof der Stadt Ede und ein zentraler Knotenpunkt im städtischen ÖPNV. Am Bahnhof verkehren nationale Regional- und Fernverkehrszüge. Der ebenfalls namensgebende Ort Wageningen liegt etwa acht Kilometer südlich von Ede.

## Geschichte
Die Station wurde am 16. Mai 1845 mit der Bahnstrecke Amsterdam–Arnhem eröffnet. Die Station sollte ursprünglich auf dem Gebiet der Gemeinde Wageningen erbaut werden, jedoch wurde die Streckenplanung des Rhijnspoorweg geändert, sodass die Strecke über das Gebiet der Gemeinde Ede verlief. 1937 wurde die Straßenbahnverbindung nach Wageningen stillgelegt und durch eine Busverbindung ersetzt. Die Bevölkerung von Wageningen war damit unzufrieden und forderte daher, dass der Name des Bahnhofs auch den Zusatz „Wageningen“ trägt. Seit 1938 hat die Station ihren heutigen Namen, vorher hieß sie Ede Staatsspoorwegen. Ihr heutiges Aussehen erhielt die Station 1984.

## Zukunft

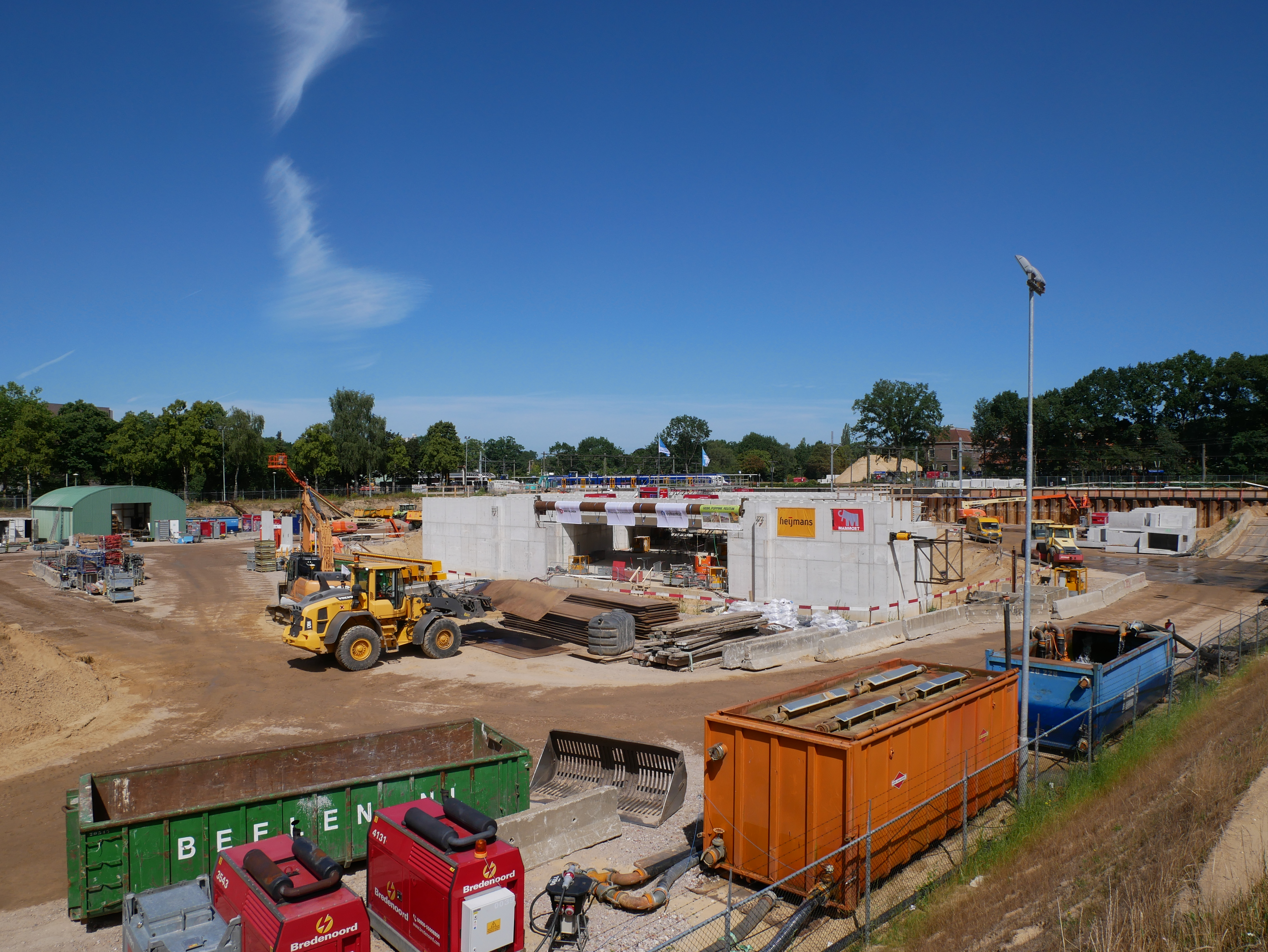
Vorbau des östlichen Fußgängertunnels vor dem Einschub im August 2022

In den kommenden Jahren soll der Bahnhof vollständig neugebaut werden. Der neue Bahnhof soll sich einige Meter östlich des heutigen Standortes befinden und einen wichtigen Knotenpunkt im öffentlichen Verkehr der Gemeinden Ede und Wageningen darstellen. Dazu soll auch das Bahnhofsgebiet umgebaut werden und zwei Wohnviertel miteinander verbinden. Nach der Planung sollen die Reisenden den Bahnhof größtenteils über die Südseite erreichen. Durch den Neubau kann die heutige Anzahl der Ladenlokale verdoppelt werden. Des Weiteren soll ein neuer Busbahnhof, eine Fahrradstation mit einer Kapazität von 6000 Fahrrädern, Haltemöglichkeiten für Taxis sowie ein P&R-Parkplatz für Autofahrer errichtet werden. Geplant wird das Projekt Spoorzone Ede von der Gemeinde Ede, den Nederlandse Spoorwegen und ProRail und wird von dem Ministerie van Infrastructuur en Waterstaat sowie der Provinz Gelderland ermöglicht. Der neue Bahnhof wird von den Architekturbüros Mecanoo und Movares entworfen.

## Streckenverbindungen
Der Bahnhof Ede-Wageningen wird im Jahresfahrplan 2022 von folgenden Linien angefahren:
| Zugtyp                 | Linienverlauf | Frequenz                                                     |
| ---------------------- | --- | ------------------------------------------------------------ |
| Intercity              | Nijmegen – Arnhem Centraal – Ede-Wageningen – Utrecht Centraal – Amsterdam Centraal – Alkmaar – Den Helder                                                              | halbstündlich                                                |
| Intercity              | Schiphol Airport – Utrecht Centraal – Ede-Wageningen – Arnhem Centraal – Nijmegen                                                                                       | halbstündlich (fährt nicht nach 22 Uhr)                      |
| Intercity              | Arnhem Centraal – Ede-Wageningen – Utrecht Centraal – Amsterdam Zuid – Schiphol Airport – Leiden Centraal – Den Haag HS – Delft – Schiedam Centrum – Rotterdam Centraal | halbstündlich (fährt nicht nach 20 Uhr und am Wochenende)    |
| Intercity              | Utrecht Centraal – Driebergen-Zeist – Veenendaal-De Klomp – Ede-Wageningen – Arnhem Centraal – Elst – Nijmegen                                                          | stündlich (ausschließlicher Halt freitag- und samstagnachts) |
| Sprinter               | Ede-Wageningen – Arnhem Centraal | halbstündlich (am Wochenende stündlich)                      |
| Stoptrein (Connexxion) | Amersfoort Centraal – Barneveld Centrum – Ede-Wageningen | halbstündlich                                                |